# Люттенбак-пре-Мюнстер
Люттенбак-пре-Мюнстер (фр. Luttenbach-près-Munster) — коммуна на северо-востоке Франции в регионе Гранд-Эст (бывший Эльзас — Шампань — Арденны — Лотарингия), департамент Верхний Рейн, округ Кольмар — Рибовилле, кантон Вендзенем. До марта 2015 года коммуна административно входила в состав упразднённого кантона Мюнстер (округ Кольмар).
Площадь коммуны — 7,86 км², население — 839 человек (2006) с тенденцией к снижению: 754 человека (2012), плотность населения — 95,9 чел/км².

## Население
Численность населения коммуны в 2011 году составляла 755 человек, а в 2012 году — 754 человека.
| 1962 | 1968 | 1975 | 1982 | 1990 | 1999 | 2004 | 2006 | 2009 | 2011 | 2012 |
| ---- | ---- | ---- | ---- | ---- | ---- | ---- | ---- | ---- | ---- | ---- |
| 726  | 729  | 707  | 682  | 717  | 820  | 837  | 839  | 770  | 755  | 754  |

Динамика населения:

## Экономика
В 2010 году из 495 человек трудоспособного возраста (от 15 до 64 лет) 377 были экономически активными, 118 — неактивными (показатель активности 76,2 %, в 1999 году — 68,9 %). Из 377 активных трудоспособных жителей работал 351 человек (186 мужчин и 165 женщин), 26 числились безработными (12 мужчин и 14 женщин). Среди 118 трудоспособных неактивных граждан 41 были учениками либо студентами, 48 — пенсионерами, а ещё 29 — были неактивны в силу других причин.
На протяжении 2011 года в коммуне числилось 336 облагаемых налогом домохозяйств, в которых проживало 745 человек. При этом медиана доходов составила 19214 евро на одного налогоплательщика.